# Kaizers Orchestra
Kaizers Orchestra er et norsk rockband grundlagt i 2000. De to ledende medlemmer, sanger Janove Ottesen og guitarist Geir Zahl, havde kendt hinanden i årevis og havde tidligere spillet sammen i bandet Blod, Snått & Juling i 1991 og senere i bandet Gnom. Gruppen gik fra hinanden i 2013 efter at have holdt en række afskedskoncerter i Stavanger. Deres sidste koncert blev holdt 14. september 2013, og blev også livestreamet over nettet.
7. november, 2022, blev en video offentliggjort på bandets hjemmeside, der varslede bandets tilbagevenden.

## Sammensætning
Kaizers Orchestra bestod af:
- Janove Ottesen (vokal, guitar, olietønde)
- Geir Zahl (guitar, vokal, olietønde)
- Terje Vinterstø (guitar, vokal, olietønder) †
- Rune Solheim (trommer)
- Helge Risa (marimba, pumpeorgel, harmonika, keyboard, olietønde, kor)
- Jon Sjøen (kontrabas, kor) ‡
- Øyvind Storesund (kontrabas) ‡

† Terje Vinterstø var ikke oprindeligt medlem af bandet, men kom ind senere i 2000.

‡ Øyvind Storesund afløste i 2003 Jon Sjøen på kontrabas, men blev senere fast bassist, da Sjøen blev far og valgte at træde ud af bandet. I bogen om Kaizers Orchestra, Kontroll på kontinentet, fortælles det tillige, at han ville have fået sparket, hvis ikke han selv var gået. Dog turnerede han igen med Kaizers Orchestra ved nogle få koncerter i 2008.

## Musikken
Musikalsk blander bandet energisk sigøjnerrock med østeuropæisk ompa-musik, iblandet kraftig inspiration fra bl.a. Tom Waits. De regnes generelt for at være blandt de bedste live-bands i Skandinavien, og deres koncerter indeholder mange anderledes elementer, såsom olietønder, koben, mafiakostumer, gasmasker og andre krigskuriosa.
Kaizers Orchestra synger på den norske Bryne-dialekt, jærsk, som tales i området Jæren i Sydvestnorge og det kan ofte kræve nogen indsats og god vilje at forstå teksterne – selv for nordmænd (det vil ca. svare til hvis et band, der sang på sønderjysk i Danmark, blev kæmpestore både i Danmark og i udlandet). Det gør også bandet til det første norske band, der har opnået betydelig popularitet uden for Skandinavien ved at synge på deres modersmål.

### Tekst-universet
Kaizers Orchestras lyrik udgør en række dystre beskrivelser, af et fiktivt mafia-miljø, der udspiller sig i Norge under en ikke nærmere specificeret krigstid med masser af druk, russisk roulette og eskapisme. Der er tale om én samlet historie, der udspiller sig på tværs af gruppens albums, singler og endnu ikke udgivet materiale.
I historien følger vi mange forskellige personer, men visse personer så som Katten, Marcello, Clavier, Maestro/Dieter Meyer/Papa, Señor Flamingo, Clementine, Constanze, Mr. Kaizer, Vincete mfl. går igen på alle albummerne i en eller anden form.
At finde sammenhængen mellem teksterne kan vise sig at være en vanskelig opgave. Kaizers har givet en forklaring på nogle af forholdene mellem personerne, der optræder på Ompa til du dør-albummet, men da historien fortsætter gennem flere af udgivelserne – og ydermere på ikke udgivet materiale som sagt, og der desuden tit ikke nævnes i selve teksten, hvem der synges om, er det nødvendigt at tolke teksterne ud fra forholdene til hvem der end synges om, eller hvilken situation "jeg"'et befinder sig i.
Som et eksempel er sangen "Drøm hardt". I den får man ikke at vide, hvem afsenderen af sangen er, men via teksterne på hele albummet Evig pint kan man regne ud, at der må være tale om Mafiabossen, der sidder på dødsgangen.
Kaizers' næste albumtrilogi Violeta Violeta, hvor vol. 1 og 2 er udkommet, fortsætter ikke i samme univers.

## Historie
Kaizers Orchestras første album, Ompa til du dør, blev udgivet på undergrundsforlaget Broiler Farm i 2001. Det fik mange anmelderroser og blev en stor succes, først i Norge, sidenhen i Danmark (stærkt foranlediget af bandets optræden på Roskilde Festival i 2002), Sverige, Holland og Tyskland.
Bandets andet album, Evig pint, blev udgivet i februar 2003. Tredje album, Maestro, udkom i august 2005. Fjerde album blev en live-cd med titlen "Live at Vega". I forbindelse med udgivelsen af Maestro tegnede Kaizers Orchestra en international kontrakt med Universal i Tyskland. Dertil har bandet lavet ni musikvideoer, nemlig til sangene "Kontroll på kontinentet", Mann mot mann, "Evig pint", "Maestro", "Blitzregn Baby", "Knekker deg til sist", "Enden av november", "Begravelsespolka" og "9 mm".
Deres sidste tour i 2005, "Maestro Tour 2005", sluttede med to totalt udsolgte koncerter på Store Vega i København, hvoraf den sidste blev optaget og efterfølgende udgivet på dvd med titlen "Viva La Vega". Denne dvd indeholdt optagelsen af den to timer lange koncert på Vega og dertil ca. to timers ekstra materiale til fans af det norske band.
Kaizers Orchestra var på Roskilde Festivalen 2006 under en turné. Denne turné sluttede de i Vega, samme sted som turnéen startede. I slutningen af december måned, efter Roskilde Festival og turnéen, kom Kaizers atter tilbage til Danmark. De sluttede af med tre koncerter i Vega. Da billetterne var udsolgt efter meget kort tid, blev det besluttet, at der skulle holdes en ekstra koncert. Da denne igen blev total udsolgt, blev der holdt endnu en ekstra koncert.
Senest er der blevet udgivet en bog om Kaizers Orchestra skrevet af Jan Zahl, bror til andenguitarist Geir Zahl. Han har i et års tid fulgt Kaizers på deres turnéer og har efterfølgende skrevet en bog med billeder af Paal Audested. Bogen fik en ottendeplads på det norske Dagbladets bestsellerliste.
I 2007 holdt Kaizers live-pause, med undtagelse af en enkelt koncert i Ungarn den 9. august, men ellers spillede gruppens medlemmer med deres sideprojekter, Skambankt, Cloroform, Zahl, Janove Ottesen og Janove gæsteoptrådte ved Micke From Sweden. Kaizers skrev i dette år 20 nye sange, hvor af de bedste blev til albummet Maskineri som blev udgivet i februar 2008.
Mange anmeldere var kritiske overfor Kaizers Orchestras nye stil på dette album, særligt i Danmark hvor albummet modtog meget blandede anmeldelser. Formålet med albummet var i følge Kaizers selv, at vise de også kunne lyde godt på plade og ikke bare live, og at de var andet end bare "sigøjnerrock". De ville vise Kaizers Orchestra også kunne lave ballader og stille sange med Maskineri.
Maskineri blev også optrykt på vinyl i kun 500 eksemplarer, der blev solgt til bandets koncerter. På vinyludgaven blev nummeret "Romantisk salme i F-dur" inkluderet som en hyldest til formatet. En sang der eksklusivt kan købes på Itunes, "Du & meg Lou & din fru", blev også udgivet i tillæg med Maskineri. Fra pladen Maskineri er to numre indtil videre også blevet lavet som musikvideoer: "Enden av november" samt "9 mm". En tredje kommende musikvideo er også blevet nævnt på Kaizers Orchestras hjemmeside.
I november 2008 udkom en ny liveplade fra Kaizers Orchestra med det bedste fra '¡Maskineri-turnéen 2008. Pladen indeholder de tre bedste sang fra hvert album, spillet til forskellige koncerter henover starten af 2008. Titlen er 250 procent, en titel der refererer til bandets live-shows, hvor de næsten altid introducerer Helge Risa som "Mr 250. procent!". 250 procent kan kun købes som vinylplader og digitalt, og er altså ikke blevet trykt som CD. Digitalt får man desuden nummeret "Ompa til du dør", som der ikke var plads til på vinyludgaven.
Efter udgivelsen af 250 procent drog Kaizers igen på turné og spillede blandt andet koncerter i Danmark, Norge og Tyskland. Denne turné var møntet på at give fansene noget udover det sædvanlige, og derfor bestod koncerterne i Norge næsten udelukkende af materiale, som enten ikke var udgivet på studiealbummerne eller materiale, de ikke spillede normalt til liveshows. I Danmark og Tyskland var der dog en 50/50 procents fordeling mellem klassikerne og det mere eksperimenterende materiale. Kaizers Orchestra ønskede desuden at gøre koncerterne forskellige fra dag til dag, og derfor var programmet ikke det samme under hele turnéen. Rygtet siger, at de spillede en "ønske-koncert" i Norge og simpelthen spillede publikums ønsker og derfor ikke havde nogen fast sætliste.
Turnéen sluttede 21. november med en koncert i Berlin.
Den 27. april 2009 udkom en surpriseudgivelse fra Kaizers Orchestra, CD'en Våre demoner. Den kom til at indeholde 11 "gamle" numre hvormed der skal forstås, at numrene er hentet fra materiale, der blev skrevet til de fire forrige album, men som af den ene eller anden grund ikke nåede med på pladerne. Der er ikke tale om andenrangs-numre, men simpelthen om numre, der ikke passede ind i den profil, de ville skabe for de enkelte album. Alle numre blev indspillet live og i et take.
Den 10. februar 2010 annoncerede Kaizers Orchestra så titlen på deres sjette studiealbum Violeta Violeta: A Trilogy by Kaizers Orchestra. Albummet vil bestå af hele tre cd'er som en fejring af bandets 10 års-jubilæum. I sammenhæng med udgivelsen af albummet tog Kaizers Orchestra på en miniturné i Norge, "Studio Tour", for at finansiere alle indspilningerne, som fandt sted i marts. Bandet lagde i en periode over de tre første uger i februar hver mandag et "bootleg" ud på YouTube med nogle af deres nye numre, som blev spillet til Eurosonic Festivalen i Norge 2010. Her blev numrene "Philemon Arthur and the Dung", "Sju bøtter tåre er nok Beatrice" samt "Fem takts filosofi" præsenteret. Kaizers Orchestra har i et interview med Stavanger Aftenblad sagt, at de ikke vil glemme deres rødder, men i stedet finde olietønder og det klassiske sigøjnerpræg frem igen, men understreget også, at albummet ville indeholde stor variation mellem numrene, og at Kaizers gjorde, som de ville med numrene. Albummets titel er inspireret af et sigøjnerbarn ved navn Violeta, som forsanger Janove Ottesen så i et nyhedsindslag.

## Diskografi
Studiealbums
- Ompa til du dør  (2001)
- Evig pint  (2003)
- Maestro (2005)
- Maskineri  (2008)
- Våre demoner (2009)
- Violeta Violeta Vol. I  (2011)
- Violeta Violeta Vol. II  (2011)
- Violeta Violeta Vol. III  (2012)

## Hæder
2001
Spellemannprisen – Bedste Rock
2002
Edvardprisen – Bedste Rock
2003
Spellemannprisen – Bedste MusikVideo ("Evig pint")
2009
NRK P3 – Song of the Decade ("Ompa til du dør")
2012
Spellemannprisen – Året Spellemann
Spellemannprisen – Bedste Musikvideo ("Begravelsespolka")
2013
P3 Gull – liveartist